# La Nuit du carrefour
La Nuit du carrefour is een Franse misdaadfilm uit 1932 onder regie van Jean Renoir. De film is gebaseerd op het gelijknamige boek van Georges Simenon uit 1931.

## Verhaal
Inspecteur Maigret onderzoekt de moord op een Nederlandse diamantair. Hij werd dood teruggevonden in de auto van de verzekeringsagent Michonnet, die werd achtergelaten in de garage door eigenaar Carl Andersen.

## Rolverdeling
| Acteur               | Personage         |
| -------------------- | ----------------- |
| Pierre Renoir        | Maigret           |
| Winna Winfried       | Else Andersen     |
| Georges Koudria      | Carl Andersen     |
| Georges Térof        | Lucas             |
| André Dignimont      | Oscar             |
| Michel Duran         | Jojo              |
| Jean Gehret          | Emile Michonnet   |
| Jane Pierson         | Mevrouw Michonnet |
| Lucie Vallat         | Michèle Oscar     |
| Jean Mitry           | Arsène            |
| Georges André-Martin | Grandjean         |
| Max Dalban           | Arts              |
| Roger Gaillard       | Slager            |
| Boulicot             | Gendarme          |
| Manuel Rabby         | Guido             |